# Справедлива війна
Справедли́ва війна́ (лат. bellum iustum, англ. just war, нім. gerechter Krieg) — морально допустима війна, яка відповідає певним критеріям. Теорія справедливої війни оформилася в рамках середньовічної католицької теології до XIII століття в працях Августина і Фоми Аквінського, а також у протестантського мислителя Гуго Гроція, хоча її основи були закладені ще у Арістотеля і Цицерона. Справедлива війна допускає війну лише в певних випадках, займаючи проміжне положення між мілітаризмом і пацифізмом.
Головний етичний парадокс справедливої війни — санкція на вбивство заради припинення вбивства.
Умови справедливої війни
- «Законна декларація»: війна повинна бути оголошена
- Мати оборонний (а не агресивний) характер, захищати національний суверенітет і територіальну цілісність. Однак припустимі справедливі війни за межами своєї країни
- Метою її повинен бути мир (а не знищення)
- Переможець повинен проявляти великодушність до переможених (без ненависті)
- Війна повинна бути останнім засобом

Іноді до правил справедливої війни зараховують не залучення цивільних осіб (на цьому особливо наполягає Резолюція ООН № 2444 від 19 грудня 1968), відмова від повалення уряду або розорення ворожої країни.
На цих підставах деякі християнські богослови вважають, що ядерна війна не може бути справедливою.